# 三菱Galant Λ
三菱Galant Λ（日语：三菱·ギャランΛ）乃日本三菱汽車於1976年至1984年之間所開發生產的雙門硬頂型轎跑車。

## 概要
本車種由「Galant」銷售管道專售，至於銘牌、進氣壩、燈具不同的兄弟車三菱Eterna Λ，則是透過「Car Plaza」體系發售。關於車名的由來，「Galant」在法語中意為「勇敢」、「華麗」。至於希臘字母「Λ」相當於英文字母的「L」，具有「Luxury car豪華車」之意。
原廠自1978年起外銷以來賦予許多不同的車名：在歐洲和南美洲稱為「三菱Sapporo」（由於1972年冬季奥林匹克運動會在北海道札幌市舉辦），在北美洲和波多黎各稱作「道奇Challenger」或「普利茅斯Sapporo」，在英國叫做「寇特Sapporo」（三菱的英國分公司名為寇特汽車），澳大利亞甚至出現過「克萊斯勒Sigma Scorpion」、「克萊斯勒Scorpion」、「三菱Scorpion」等三種車名。

## 歷史

### 第一代A121A/A123A/A131A/A133A/A135A系（1976年-1980年）
1976年 - 11月作為三菱Galant GTO的後繼車種登場，一開始僅有2.0L直列四缸SOHC 4G52型引擎的動力，其搭配的MCA-II廢氣淨化技術符合昭和51年汽車廢氣排放標準。受到當時美國車壇流行的風潮影響，採用四顆方形車頭燈之設計，為日本車壇首創；雙側彎曲的車尾擋風玻璃及單幅式方向盤亦是一絕。儀表板設有六連表，由左至右依序為引擎機油油壓表、電池電流表、冷卻水溫度表、行車速度表、引擎轉速表、燃料油量表。在機械結構上與第三代Galant Σ同樣採用前輪麥花臣、後輪四連桿固定軸式懸吊系統，但前後輪輪距加大，四輪煞車均為碟煞。
1977年 - 6月將1.6L直列四缸SOHC 4G32/G32B型引擎納入動力新選擇，其中「1600SL」的G32B型配置靜默軸，並符合昭和53年汽車廢氣排放標準（原廠車型代號A131A）；「1600GS」的4G32型則是雙化油器之設定（原廠車型代號A121A）。2.0L車型除了「2000GSR」以外，全部符合昭和53年汽車廢氣排放標準（原廠車型代號A133A）。
同年10月克萊斯勒的東士利公園工廠開始生產組裝更換廠徽銘牌的克萊斯勒Sigma Scorpion，直到1980年4月30日三菱商事與三菱汽車聯手收購克萊斯勒澳洲分公司的股權，使得其持有股份達到98.9%，因此同年10月1日起改稱三菱Scorpion。
1978年 - 3月兄弟車三菱Galant Λ Eterna（後來更名成三菱Eterna Λ）發售，兩者之差異在於銘牌、進氣壩、燈具等處。由於無法通過新制的汽車廢氣排放標準，同年4月「1600GS」、「2000GSR」兩種車型停售。
1979年 - 3月推出「2000 Touring」車型，配備更加豪華。5月搭載2.6L直列四缸SOHC 4G54型引擎的「2600 Super Touring」車型（原廠車型代號A135A）上市，具有6支木製喇叭音箱的Diatone音響系統、灰色絨布座椅、雙色車身塗裝等高級配備，內部前車頂設有石英擺盪式數位時鐘及聚光燈，另可加價選購空調系統。

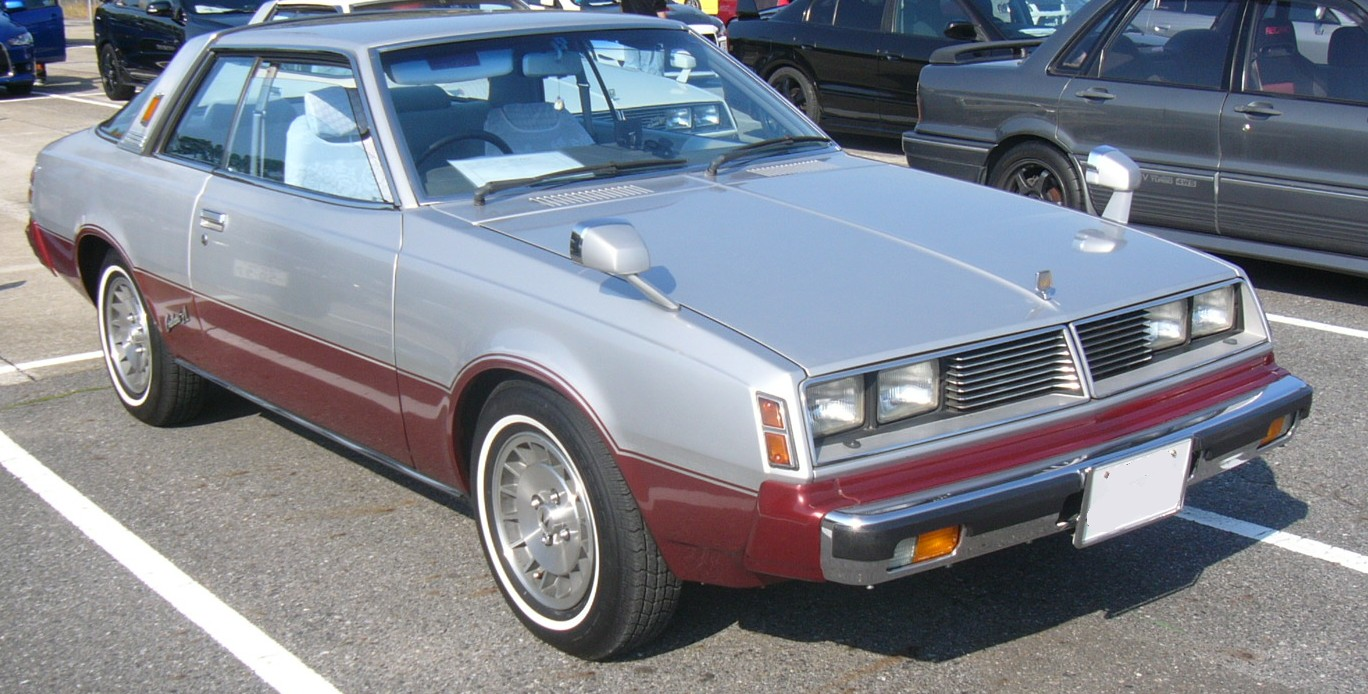
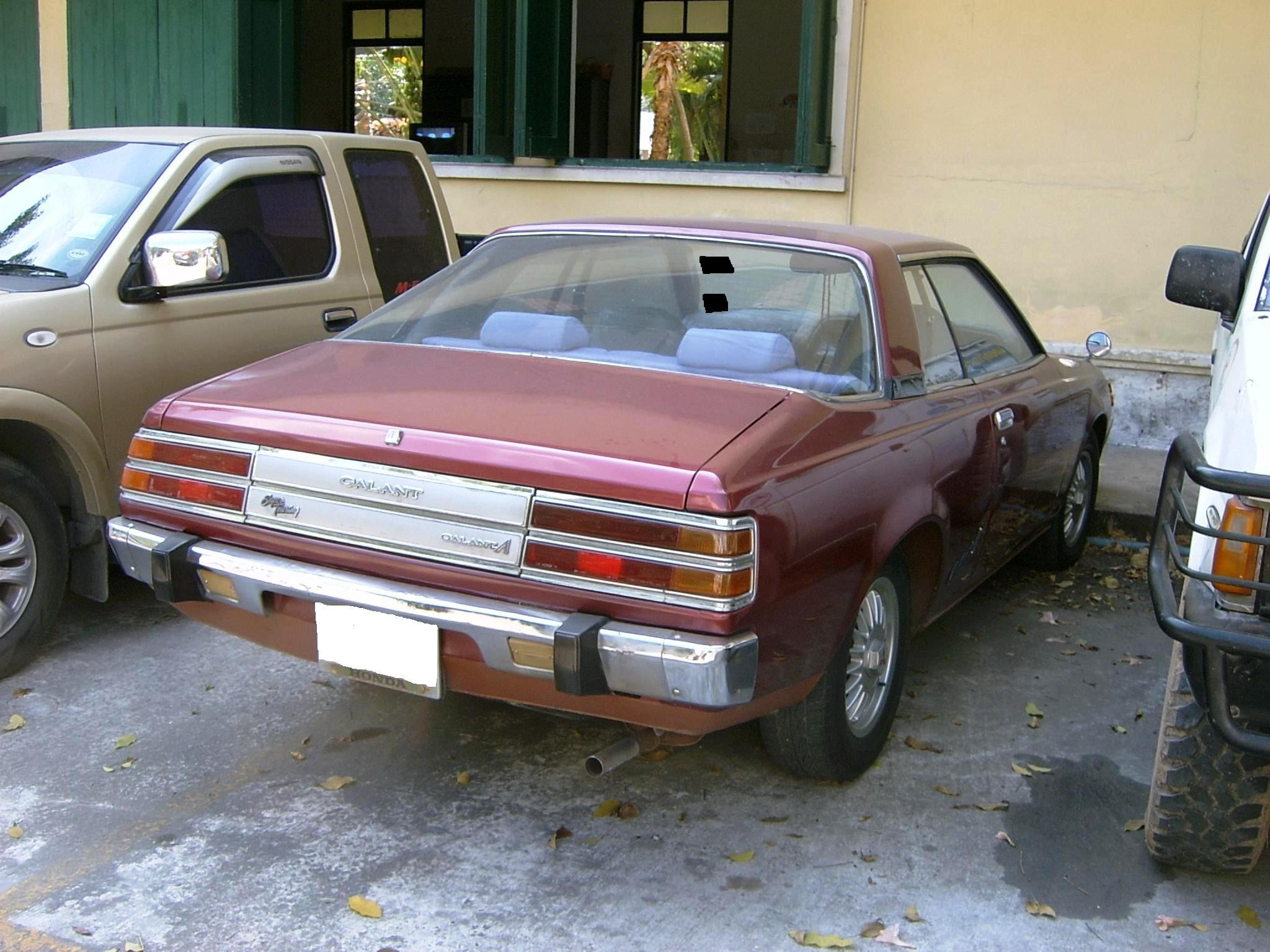
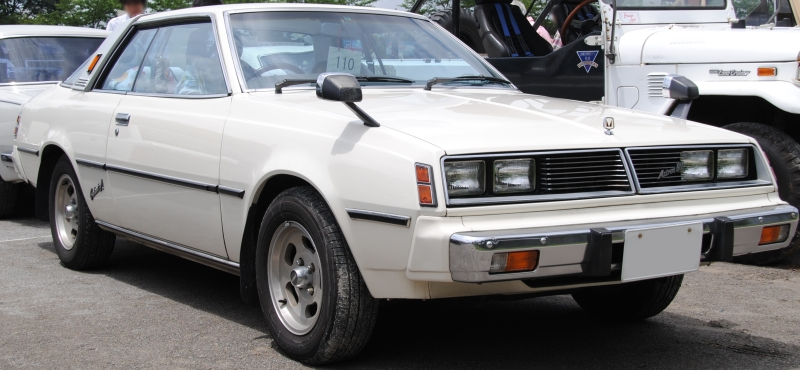
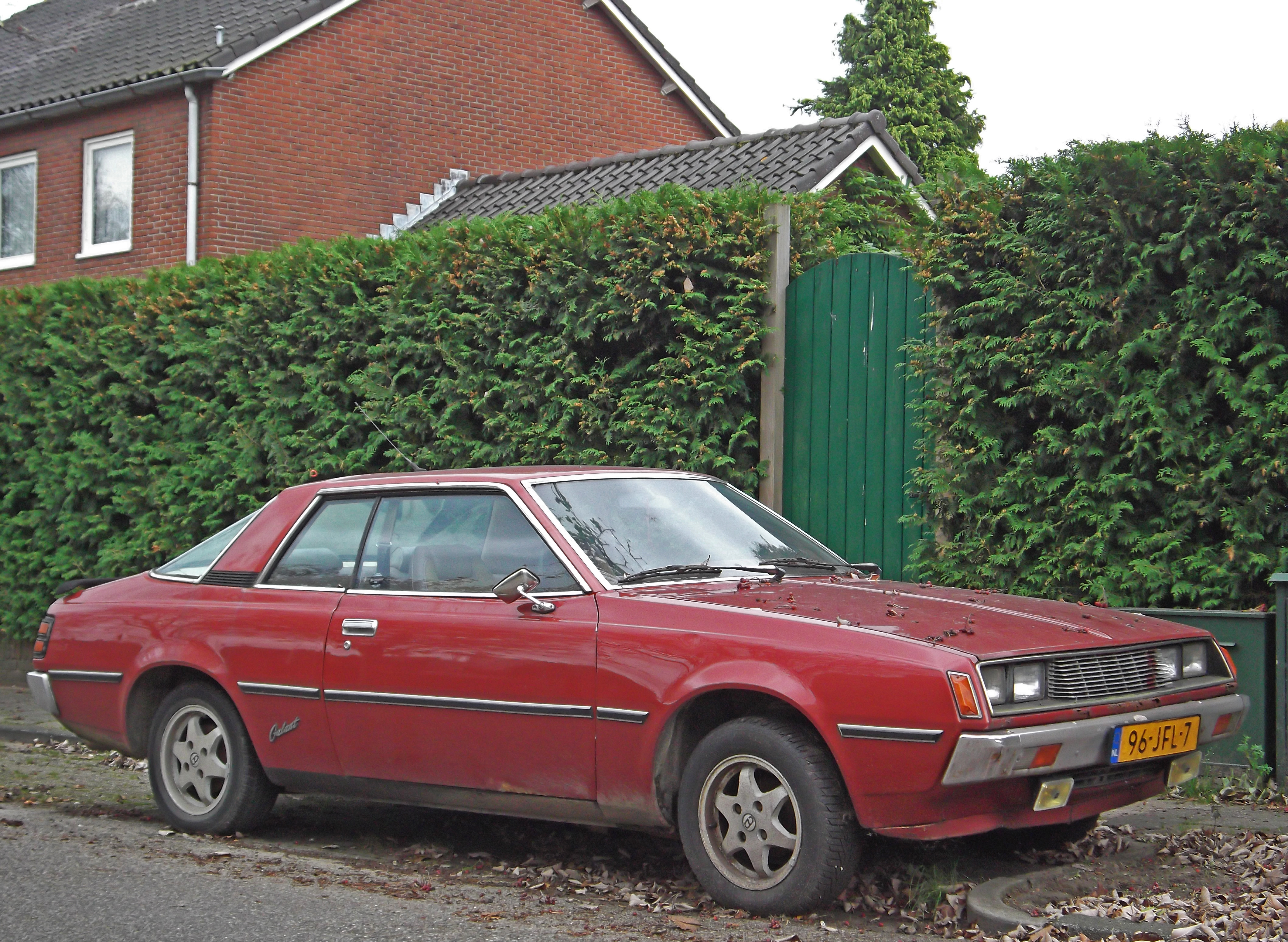
歐規三菱Sapporo車頭
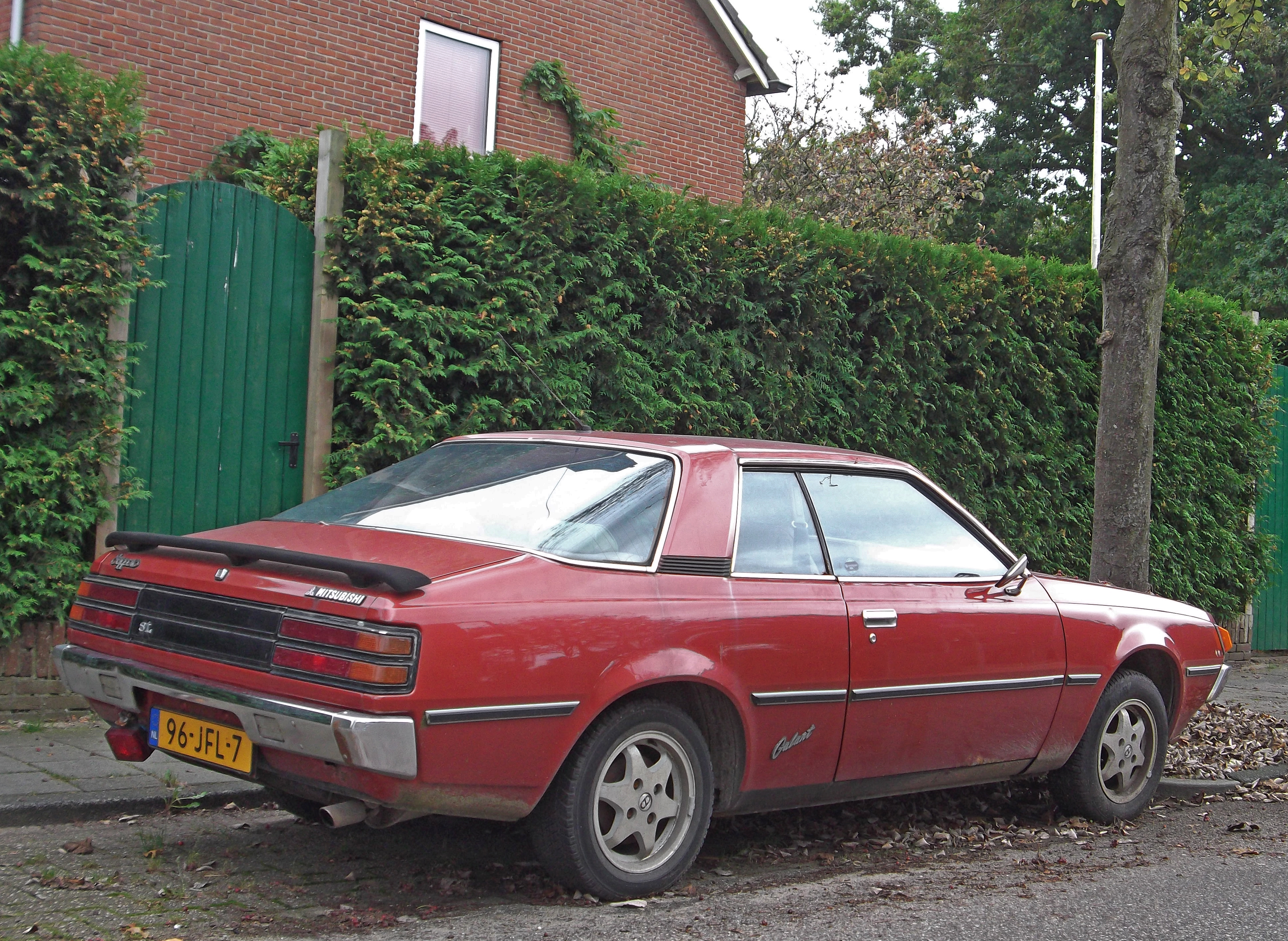
歐規三菱Sapporo車尾

### 第二代A162A/A163A/A164A/A166A/A167A系（1980年-1984年）
1980年 - 5月實施大改款，產品線由1.8L直列四缸SOHC 4G62/G62B型（原廠車型代號A162A）、2.0L直列四缸SOHC 4G63/G63B型（原廠車型代號A163A）、ECI式2.0L直列四缸SOHC 4G63/G63B型「2000GSR」（原廠車型代號A164A）、2.6L直列四缸SOHC 4G54型（原廠車型代號A166A）、2.3L直列四缸SOHC 4D55型渦輪增壓柴油引擎（原廠車型代號A167A）等所構成。其中2.0L和2.6L引擎裝設了三菱和化油器製造商三國工業（今MIKUNI）共同開發的「ECI電子控制燃料噴射」（Electronic Control Injection）技術，簡單來說此項技術以超音波計算吸入管內的卡門渦街，將數值轉換成電脈衝以檢測出空氣量，從而控制置於節流閥之前的兩顆燃料噴射器。噴射器以螺旋狀噴出，使得燃料變成霧化。另有燃料增加系統可對應節氣門開啟的程度，其功能相當於化油器的加速泵。懸吊系統方面僅有高階「GSR」、「Royal」車型為四輪獨立懸吊，其餘車型皆採前輪麥花臣、後輪四連桿固定軸式懸吊系統。同年11月停止供應ECI式2.0L、2.6L等二種動力，另推出2.0L直列四缸SOHC 4G63T型渦輪增壓引擎，同時按配備多寡新增「2000GSR Turbo」、「2000GT Turbo」、「2000GE Turbo」等三種新車型。
1981年 - 4月渦輪增壓引擎車型新設三速自排變速箱，5月追加最高階的「Royal」車型以及搭載2.3L直列四缸SOHC 4D55型渦輪增壓柴油引擎的「2300GT Turbo Diesel」車型，11月實行小改款。
1984年 - 10月正式停產。

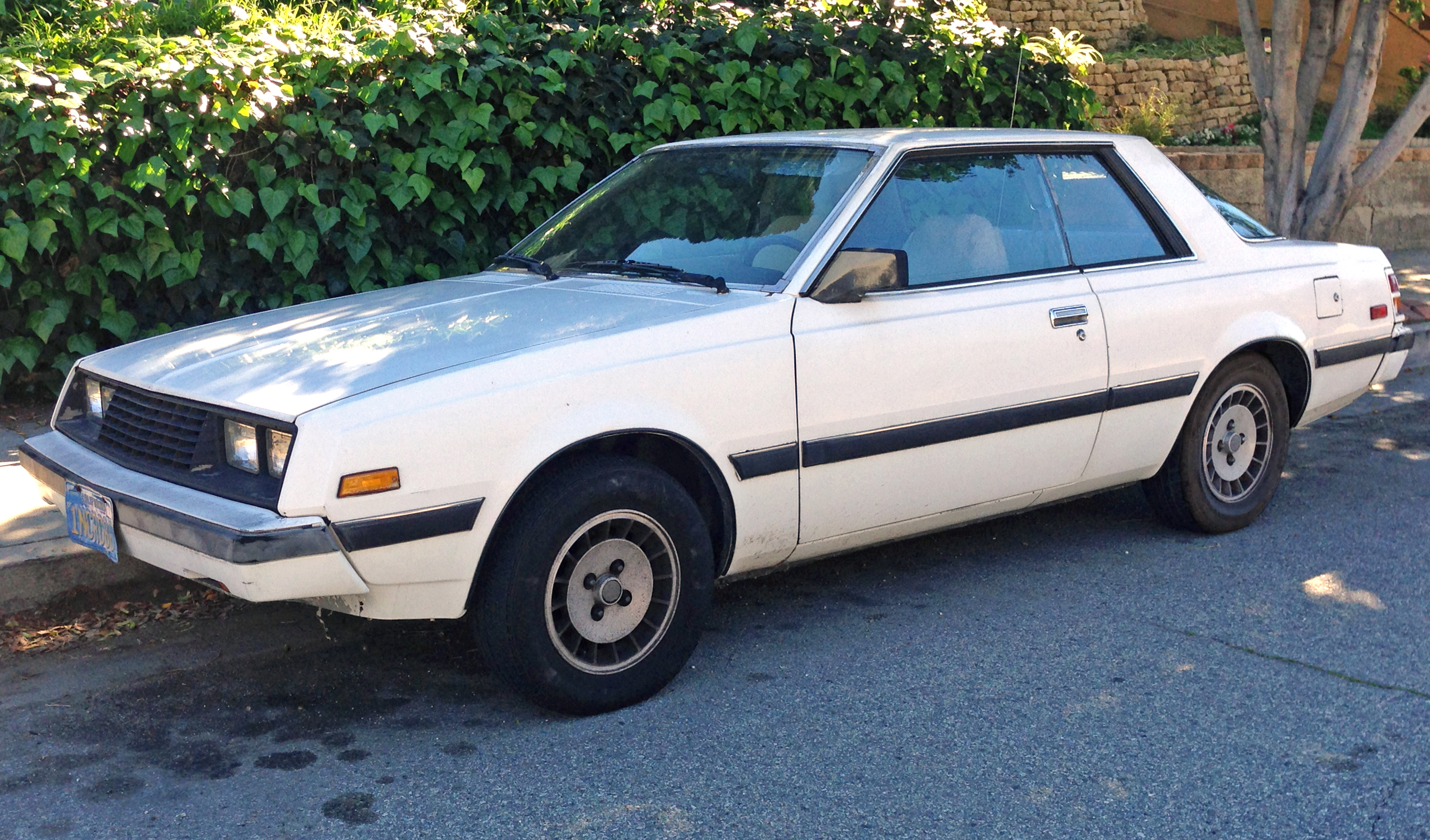
兄弟車道奇Challenger車頭
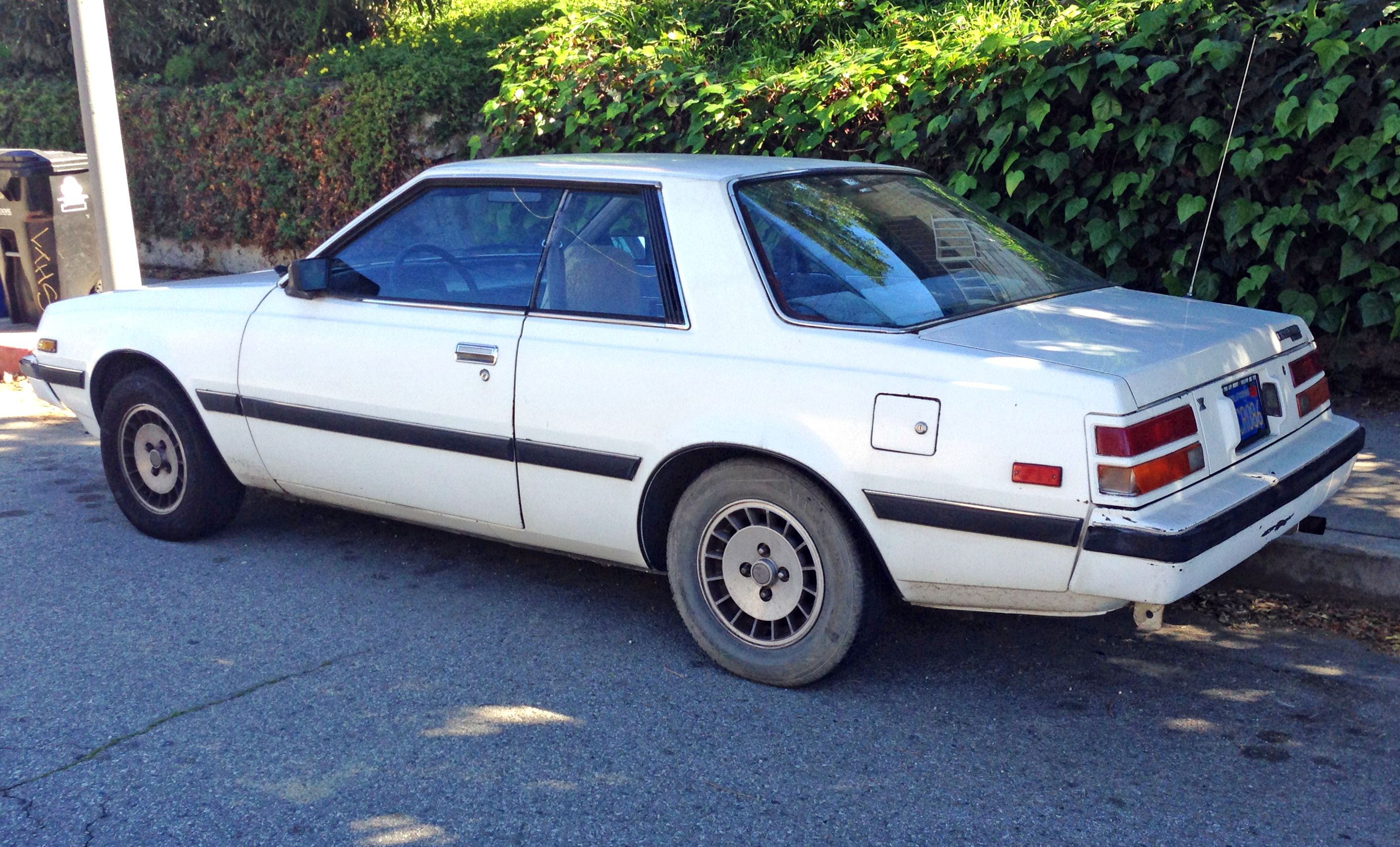
兄弟車道奇Challenger車尾

## 外部連結
- （日語）名車文化研究所：ギャランΛ （页面存档备份，存于）
- （日語）【昭和の名車 59】三菱 ギャランラムダ 2000GSR （页面存档备份，存于）